# Mansonella perstans
Mansonella perstans es un parásito en el filo de Nematoda. Esta filaria es uno de los dos que causa la filariasis visceral en humanos (La otra es Mansonella ozzardi). Esta filaria es transmitida por vectores como mosquitos. Está extendida en muchas partes del África subsahariana, partes de América Central, América del Sur y el Caribe.
En comparación con las infecciones con otros parásitos filariales como Wuchereria bancrofti, Brugia malayi y Loa loa, las infecciones por Mansonella son leves. Sin embargo, la patogenicidad de la infección por M. perstans se ha reconsiderado recientemente en varios estudios. Estos estudios han demostrado que M. perstans tiene la capacidad de inducir una variedad de características clínicas, que incluyen angioedema, hinchazón tipo calabar, prurito, fiebre, dolor de cabeza, eosinofilia y dolor abdominal. La discapacidad general entre las poblaciones en regiones donde las filarias son endémicas es difícil de determinar por las altas tasas de coinfección con otras filarias y la no especificidad de las infecciones por M. perstan. Además, el tratamiento de M. perstans es un desafío porque los medicamentos más antifilariales, como la ivermectina, la dietilcarbamazina y el albendazol no son efectivos. El tratamiento óptimo para la infección por M. perstans sigue sin estar claro.  La mayoría de los estudios actuales se centran en la coinfección de M. perstans con otros parásitos filariales, y el estudio de la bacteria Wolbachia como endosimbiontes en M. perstans y otros parásitos filariales. 

## Historia del descubrimiento
En 1890, las microfilarias de M. perstans fueron descubiertas por primera vez por Manson en la sangre de un paciente de África occidental que fue hospitalizado con enfermedad del sueño en Londres. Debido a que las microfilarias se observaron por primera vez en un paciente con tripanosomiasis africana, inicialmente se sospechó que M. perstans era la causa de esta enfermedad. Posteriormente la Comisión de Enfermedades del Sueño de la Royal Society la descartaría como causa de la tripanosomiasis africana. Ellos demostraron que la distribución geográfica de la enfermedad del sueño no coincidía con la de la infección por M. perstans . 
Tras su descubrimiento, las microfilarias se llamaron Filaria sanguinis hominis minor, debido a su tamaño relativamente pequeño en comparación con otro tipo de microfilaras encontradas en el mismo paciente (Filaria sanguinis hominis major, que ahora se conoce como Loa loa). El nombre se cambió luego a Filaria sanguinis hominis perstans, y luego se acortó nuevamente a Filaria perstans para cumplir con el sistema binario de nomenclatura. Con el tiempo, el nombre continuó cambiando a medida que ocurrían cambios en el estado genérico del parásito. En 1984, Eberhard y Orihel redefinieron el género Mansonella e incluyeron las especies de M. perstans, por lo que actualmente se conoce como M. perstans. 
Los gusanos adultos de M. perstans se recuperaron por primera vez durante el examen post mortem de dos indios aborígenes en la Guayana Británica de su mesenterio y grasa subpericárdica. Si bien se hipotetizó que el vector era un insecto, tomó muchos años antes de que se descubriera el verdadero vector.

## Presentación clínica en humanos.
Si bien las infecciones por Mansonella a menudo son asintomáticas, pueden asociarse con angioedema (similar a las inflamaciones tipo calabar de la loaisis), lesiones subcutáneas pruriginosas recurrentes, fiebre, dolores de cabeza, artralgia y manifestaciones neurológicas. La eosinofilia, dolor de cabeza, fiebre o dolor abdominal también pueden estar presentes. M. perstans también puede presentarse con una afección conocida como kampala o gusano ocular ugandés. Esto ocurre cuando los gusanos adultos de M. perstans invaden la conjuntiva o los tejidos conectivos periorbitarios del ojo. Esta condición se atribuyó por primera vez a M. perstans en Uganda, cuando seis pacientes presentaron nódulos en la conjuntiva. Los gusanos adultos se identificaron como hembras adultas M. perstans en cinco de estos seis casos. Los síntomas de M. perstans pueden confundirse con los de otras infecciones por filarias, como la oncocercosis, la filariasis linfática y la loiasis, porque a menudo ocurre la coinfección.

## Información clínica relevante
M. perstans podría interferir potencialmente con los mecanismos reguladores del huésped e influir en el resultado de otras infecciones, como la malaria, la tuberculosis y el VIH, que a menudo prosperan en entornos similares. 
La investigación reciente también se ha centrado en la coinfección de M. perstans y otros parásitos filariales. Un estudio que examinó la epidemiología de Loa loa, Onchocerca volvulus y M. perstans en las aldeas de la selva tropical de Camerún encontró una alta prevalencia de coinfección con O. voluvulus y M. perstans. También encontró una baja prevalencia de coinfección por L. loa y O. voluvulus, así como una baja prevalencia de coinfección por L. loa y M. perstans. La coinfección también tiene implicaciones significativas para el tratamiento, porque los medicamentos eficaces para M. perstans son diferentes de los de la mayoría de las infecciones por filarias. 
Otro estudio evaluó la efectividad de la ivermectina y el albendazol en la coinfección por M. perstans y Wuchereria bancrofti en una región endémica filarial de Malí, y descubrió que la infección por M. perstans no tuvo un efecto significativo en el tratamiento de W. bancrofti. Otros estudios han evaluado la eficacia de otros tratamientos para la coinfección con otros parásitos filariales y M. perstans.  

## Transmisión
M. perstans se transmite por la picadura de especies de mosquitos Culicoides. Solo las mosquitas hembras son hematófagas, porque la sangre es necesaria para la maduración de los huevos dentro de la hembra. 

## Reservorio
Los humanos son el único reservorio conocido de M. perstans. No existen reservorios animales para M. perstans como los hay para Mansonella streptocerca. 

## Vector
El elevado número de especies de Culicoides es una molestia para humanos y animales domésticos. Las especies de Culicoides son moscas gruesas con pequeñas protuberancias verticales y alas dobladas en forma de tijera sobre su abdomen en reposo. Generalmente miden de 1 a 4 mm de longitud. Las alas de la mayoría de las especies tienen un patrón de marcas claras y oscuras. Si bien se ha planteado la hipótesis de que ciertas especies de Culicoides, como C. austeni y C. grahamii, desempeñan un papel más importante que otras especies en la transmisión de M. perstans, muy pocos estudios han intentado identificar las especies de vectores de M. perstans en zonas endémicas Este problema se complica aún más porque la taxonomía de las especies tropicales de Culicoides aún es incierta. 
Los "chinches" chupadoras progresan desde el huevo hasta la larva, la pupa y finalmente la etapa adulta. El ciclo completo dura de 2 a 6 semanas y depende de las condiciones ambientales. Las hembras suelen morder al amanecer y al anochecer, aunque a menudo en otros momentos. Los huevos se ponen de 3 a 4 días después de la comida de sangre, y se ponen de 70 a 180 huevos cada vez. La humedad es esencial para el vector y el desarrollo de sus huevos y larvas. Los adultos sobreviven durante algunas semanas, y su rango de vuelo se limita a unos cientos de metros de sus hábitats larvarios.

## Morfología
Los Mansonella perstans adultos son blancos, tienen forma cilíndrica y son parecidas a trozos de hilo. Los machos miden entre 35 - 56 mm de largo y 45 - 60 μm de ancho. Las hembras son más grandes, miden entre 70–80 mm de largo y 80–120 μm de ancho. La cola es la mitad de una espiral en las hembras y una espiral completa en los machos. Rara vez se ven gusanos adultos, pero a veces se pueden recuperar de una laparotomía o autopsia.
Las microfilarias de M. perstan no están cubiertas, tienen colas romas y su núcleos se extiende hasta el final de la cola. Las microfilarias tienen una longitud de 200 μm y un ancho de 4.5 μm. Tienen la capacidad de alargarse y contraerse, por lo que pueden variar en medida y forma. Son más pequeños que los de Loa loa, que tienen colas cónicas y se enrollan con frecuencia. Las microfilarias de M. perstans son más pequeñas que las de W. bancrofti y el extremo caudal es romo con un núcleo terminal. 

## Ciclo vital
Cuando el mosquito (Culicoides grahami y C. austeni) infectado ingiere sangre, introduce larvas filariales de tercera etapa (L3) en la piel del huésped humano. Las larvas penetran en la herida de la mordedura. Puede que el calor corporal active las larvas y las impulsa a abandonar el vector y penetrar activamente en la piel. 
Las larvas de la tercera etapa (L3) se convierten en adultos que viven en las cavidades corporales, más comúnmente en las cavidades pleurales y peritoneales. También pueden vivir en mesenterio, espacios perirrenales, espacios retroperitoneales o el pericardio, y maduran hasta convertirse en adultos. 
Los adultos se aparean en las cavidades corporales y producen microfilarias que alcanzan el torrente sanguíneo. Las microfilarias también se pueden encontrar en el líquido cefalorraquídeo. Si bien el ritmo circadiano no ha sido aclarado, un estudio sugiere que las microfilarias tienen una periodicidad diurna débil pero significativa con un pico alrededor de las 8 a. m.
Los mosquitos ingieren microfilarias durante la hematófagia. Después de la ingestión, las microfilarias migran desde el intestino medio del mosquito a través del hemocele hasta los músculos torácicos del mosquito. En los músculos torácicos, las microfilarias se convierten en larvas de segunda etapa (L2). Posteriormente se convierten en larvas de tercera etapa (L3) que son las infecciosas. 
Las larvas de tercera etapa (L3) migran a la probóscide del insecto, donde pueden infectar a otro humano cuando el insecto consume sangre.

## Pruebas de diagnóstico
Al igual que otras filarias, M. perstans se diagnostica mediante la identificación de microfilarias en la sangre periférica. Debido a que las microfilarias están presentes en la sangre periférica en concentraciones casi iguales durante el día y la noche, se pueden obtener muestras de sangre en cualquier momento (a diferencia de otras microfilarias). Sus microfilarias son cortas y delgadas, sin vaina, y tienen colas redondeadas con núcleos en la extremidad. Tienen una marca en la cabeza con forma de V.  
Se usa el método de la gota gruesa, teñida con Giemsa o hematoxilina y eosina para poder ver la filaria. Para una mayor sensibilidad, pueden utilizar técnicas de concentración. Estos incluyen la centrifugación de la muestra de sangre lisada en formalina al 2% (técnica de Knott), o la filtración a través de una membrana Nucleopore®. Debido a que los gusanos adultos viven principalmente en cavidades pleurales y peritoneales, rara vez se observan. A veces, se pueden observar durante una laparotomía.  
Se ha demostrado que la prueba de Mazzotti (administra dietilcarbamazina y observa reacción) tiene efectos menores en la intensidad de las microfilarias, pero no es de uso práctico para el diagnóstico de mansoneliasis.  
Puede confundirse con Microfilaria semiclarum (un parásito de animales que a veces causa infecciones accidentales en humanos), hasta con un moho como Helicospora en manos de un laboratorista inexperto. Este organismo, sin embargo, es considerablemente más pequeño y delgado que una microfilaria.  
La serología (métodos inmunológicos) no es muy útil para el diagnóstico.  
A menudo, los pacientes que padecen la infección con M. perstans suelen padecer otras infecciones filariales, como la oncocercosis y la filariasis linfática.  

## Manejo y tratamiento
M. perstans es una de las infecciones filariales humanas más difíciles de tratar. Falta un tratamiento efectivo para la mansoneliasis, sin consenso entre la comunidad científica sobre el enfoque óptimo. Se han realizado numerosos ensayos que evalúan los fármacos antifilariales tradicionales como la ivermectina y el dietilcarbamazina, así como otros bencimidazoles como el mebendazol, el albendazol, el levamisol y el tiabendazol. Recientemente, se han documentado ensayos clínicos que evalúan la efectividad de la doxiciclina para tratar la infección por M. perstans . 
En general, dietilcarbamazina es ineficaz en el tratamiento de la infección por M. perstans.  Se han probado otros medicamentos como la ivermectina y el prazicuantel, pero no son confiables ni efectivos. El mebendazol y el tiabendazol tienen un efecto mayor que los medicamentos descritos anteriormente, pero no son suficientes para el tratamiento. Los tratamientos combinados con dietilcarbamazina y mebendazol han tenido el mayor éxito.  En los ensayos clínicos más recientes, la doxiciclina ha tenido un éxito comparable, si no mejor, que el de los tratamientos combinados. Sin embargo, debido a que es un descubrimiento relativamente reciente, el uso de doxiciclina está relativamente limitado a ensayos clínicos. Si el paciente es asintomático, no es necesario ningún tratamiento. A continuación se ilustra un análisis de los resultados de varios ensayos clínicos para cada medicamento: 

### Dietilcarbamazina
Si bien la dietilcarbamazina (DEC) es el medicamento más común utilizado para tratar la infección por M. perstans, a menudo es ineficaz, especialmente con la administración de una sola dosis. En un estudio de 2005 de 160 pacientes con infección sintomática de M. perstans en el sur de Chad, se administró dietilcarbamazina en dosis de 200 mg, dos veces al día durante 21 días con un aumento gradual de la dosis en los primeros tres días. El protocolo de dietilcarbamazina redujo las microfilaras en el 80% de los sujetos, pero no eliminó la infección o los síntomas relacionados.  Por lo tanto, se administró el protocolo por segunda vez y logró eliminar la carga microfilarial en la mayoría de los casos. No se observó ningún efecto persistente de dietilcarbamazina sobre las microfilarias en el seguimiento a largo plazo.  Estos resultados representan con precisión la eficacia general de dietilcarbamazina en el tratamiento de M. perstans: se necesita realizara el protocolo dos veces para eliminar la carga microfilarial temporalmente, pero no se mostró un efecto persistente de dietilcarbamazina sobre las microfilarias a largo plazo. Además, los síntomas generalmente no se alivian por completo con dietilcarbamazina. No se ha informado que cause efectos secundarios adversos en pacientes con infección por M. perstans.

### Ivermectina
Si bien la ivermectina se considera un agente de primera línea para el tratamiento de muchas enfermedades filariales (especialmente la oncocercosis), ha mostrado poca o ninguna eficacia contra M. perstans a una dosis de 200 μg/kg de peso corporal o en una dosis de 600 μg/kg de peso corporal. Un estudio de 2009 en Uganda evaluó los efectos de la ivermectina, el albendazol y un régimen combinado de ambos fármacos en individuos infectados con M. perstans: El uso de ivermectina sola no tuvo un efecto marcado sobre las carga microfilarial de M. perstans en los 12 meses posteriores a los tratamiento. Esto es consistente con los hallazgos de estudios previos que han sugerido que la ivermectina, cuando se usa sola, tiene poco o ningún efecto sobre las carga microfilarial de M. perstans. Se ha observado una reducción de la carga microfilarial en los pacientes gracias a un tratamiento prolongado (más de 3 años de administración de ivermectina) y, por lo tanto, no es útil a corto plazo para pacientes sintomáticos.  

### Albendazol
Se ha informado constantemente que el tratamiento con albendazol solo tienen poco o ningún efecto sobre la carga microfilarial de M. perstans en 6 y 12 meses después del tratamiento, con recuentos de microfilarias que permanecen cerca de los valores previos al tratamiento. Estudios más recientes han demostrado que el medicamento es más efectivo a dosis altas durante períodos prolongados de tiempo. No se han reportado efectos secundarios de estudios recientes.

### Mebendazol
Se ha demostrado que el mebendazol, otro posible tratamiento para la filariasis por M. perstans, es efectivo para reducir significativamente la carga microfilarial. Ha sido más efectivo que la ivermectina y la dietilcarbamazina, con un mayor número de respondedores, una reducción más significativa en la carga microfilarial y la capacidad de eliminar la infección de manera más eficiente. 

### Tiabendazol
Se ha demostrado que el tiabendazol produce una disminución pequeña pero significativa en las carga microfilarial y en el recuento de eosinófilos, y los síntomas como tratamiento para la infección sintomática de M. perstans. Se redujeron aún más después de la administración de la segunda dosis, lo que demuestra que el tiabendazol puede ser eficaz en la infección por M. perstans. En un estudio comparativo, el tiabendazol tiene una actividad más alta que los tratamientos con un solo fármaco como ivermectina, dietilcarbamazina y mebendazol, pero una actividad menor que el régimen combinado de mebendazol y dietilcarbamazina. Sin embargo, se puede necesitar más investigación para confirmar la dosis correcta y la verdadera efectividad del tiabendazol para combatir la infección por M. perstans . 

### Praziquantel
El prazicuantel es efectivo contra diversas infecciones por helmintos y protozoos. Los pocos estudios sobre el uso de prazicuantel contra la infección por M. perstans no respaldan su uso para el tratamiento de la mansoneliasis.

### Doxiciclina
Se ha demostrado que la doxiciclina disminuye el desarrollo, la embriogénesis y la fertilidad de los gusanos en las especies que albergan el endosimbionte intracelular Wolbachia. Las Wolbachiae son endosimbiontes bacterianos de insectos y muchos nematodos filariales, como la Onchocerca volvulus, Wuchereria bancrofti y Brugia malayi. La dependencia de estos parásitos de sus endosimbiontes ha llevado al uso de antibióticos dirigidos contra las wolbachias. En 2009, se realizó un ensayo aleatorio abierto de doxiciclina, para la infección por Mansonella perstans. Esto resultó en una disminución dramática y sostenida en la carga microfilarial: a los 6 meses después del tratamiento disminuyeron al 23% de los niveles de pretratamiento y a los 12 meses después del tratamiento disminuyeron al 0% de los niveles de pretratamiento. Además, se ha demostrado que la doxiciclina tiene actividad macrofilaricida, que es única entre los medicamentos contra la filariasis.
Sin embargo, en algunas áreas, como Gabón y Uganda, no se han detectado Wolbachia en las microfilarias de M. perstans. Esto sugiere que algunos aislamientos geográficos de M. perstans pueden haber perdido (o ganado) el endosimbionte. Esto presenta un argumento controvertido para el uso de doxiciclina como tratamiento de infecciones filariales. Por un lado, se ha demostrado que la doxiciclina es uno de los únicos tratamientos exitosos para M. perstans, y podría facilitar la erradicación de parásitos filariales. Sin embargo, también se argumenta que el tratamiento de la filariasis con doxiciclina puede seleccionar gusanos que ya habrán integrado los genes Wolbachia en su genoma, lo que podría tener consecuencias imprevistas.  
Esta transferencia lateral no sería extraña. Por ejemplo, algunas Brugia malayi ha integrado parte del genoma de su endosimbionte Wolbachia pipiens dentro del cromosomas. Una vez se produce esta integración, Wolbachia ya no puede ser objetivo del tratamiento de la filariasis.

### Regímenes combinados
Se ha demostrado que los tratamientos combinados como los de  dietilcarbamazina más mebendezol, o ivermectina y albendazol, provocan una caída muy significativa de la carga microfilarial. Otros estudios han cuestionado estos hallazgos, sugiriendo que el tratamiento combinado de ivermectina y albendazol no reduce significativamente la carga microfilarial más que un régimen donde solo se trate con un medicamento. 

## Epidemiología
M. perstans se encuentra en África tropical, centro y este de Sudamérica, Centroamérica y el Caribe. El parásito está muy extendido en muchas partes del África subsahariana. Se han reportado infecciones de 33 países en esta región. En ciertos lugares, proporciones altas de los habitantes muestran signos de infección, menudo entre poblaciones pobres que viven en aldeas rurales. M. perstans también se encuentra en las Américas en Venezuela, Trinidad, Guyana, Surinam, el norte de Argentina y la cuenca del Amazonas. Este parásito no se encuentra en Asia. Tampoco afecta a las regiones más septentrionales y meridionales de África. Una revisión reciente sobre M. perstans en África afirma que alrededor de 114 millones de personas están infectadas con este parásito en África.

## Salud pública y estrategias de prevención.
Los programas a gran escala para el control de la oncocercosis y la filariasis linfática han prestado poca atención a la mansoneliasis. A pesar de la alta prevalencia de M. perstans en áreas de África tropical, como Uganda, el Congo, la República de Camerún y Gabón, no se han instituido programas de vectores para ninguno de los parásitos que causan mansoneliasis. Las principales razones de esta falta de atención son que las infecciones por M. perstans prevalecen en las poblaciones rurales pobres y que la infección con el parásito no se ha relacionado con una imagen médica clara y distinta. Gran parte de la información sobre M. perstans se ha obtenido como un subproducto de estudios de otras filarias. La mansoneliasis puede clasificarse como una de las enfermedades tropicales más olvidadas (Ahora 2010). Los mosquitos culicoides son lo suficientemente pequeños como para pasar a través de los mosquiteros. La protección de los visitantes a áreas endémicas se puede lograr mediante el uso de repelentes de insectos . 

## Otras lecturas
- Bregani ER, Tantardini F, Rovellini A (June 2007). "[Mansonella perstans filariasis]". Parassitologia. 49 (1–2): 23–6. PMID 18416002.